# Chi Dứa râu
Chi Dứa râu (danh pháp khoa học: Tillandsia) hay chi Lan không khí, chi Dứa không khí, là một chi thực vật có hoa trong Họ Dứa (Bromeliaceae), được Carl Linnaeus mô tả khoa học đầu tiên năm 1753. Chi này gồm khoảng 650 loài, là những cây lâu năm, thường xanh, phân bố chủ yếu ở Trung Nam Mỹ và một phần lãnh thổ phía nam Hoa Kỳ. Chúng thường mọc trên những thân và cành của cây khác hoặc trên những vách núi đá, một số loài có thể thích nghi ở điều kiện sa mạc khô hạn, hấp thụ nước chủ yếu từ sương mù duyên hải, như dứa râu Landbeck (T. landbeckii) và dứa râu lá rộng (T. latifolia). Lá của những cây dứa râu thường có màu bạc do trên bề mặt lá có nhiều tế bào mao thể, giúp cây hấp thu nước và dinh dưỡng nhanh chóng.
Tên gọi cây không khí (air plant) xuất phát từ bản chất sống không cần lấy dinh dưỡng từ đất của những loài thực vật này. Chúng thuộc dạng thực vật biểu sinh, có khả năng bám vào bất kỳ bề mặt nào một cách dễ dàng như dây điện thoại, cành cây, vỏ cây, đá trơ... và cây phát tán hạt giống dựa vào gió. Hầu hết các loài dứa râu thuộc dạng thực vật biểu sinh, số ít thuộc dạng thực vật khí sinh (bộ rễ kém phát triển hơn, mọc trên đất sa mạc di chuyển)

## Phân loại học
Tên chi Tillandsia (trước đây là Tillander), được Carl Linnacaeus đặt theo tên để tưởng nhớ nhà thực vật học người Thụy Điển Elias Tillandz (1640-1693). Theo Thực vật chí Thế giới Trực tuyến (WFO), tính đến nay có 659 loài, 82 thứ, 8 phân loài và 1 dạng thuộc chi Dứa râu đã được công nhận. Dứa tổ chim (T. recurvata) và không khí tóc tiên (T. usneoides) là hai loài điển hình trong chi Dứa râu. Tính đến năm 2016, chi Dứa râu được chia làm 6 phân chi:
- Tillandsia subg. Aerobia Mez in C.DC.
- Tillandsia subg. Anoplophytum (Beer) Baker
- Tillandsia subg. Diaphoranthema (Beer) Baker
- Tillandsia subg. Phytarrhiza (Vis.) Baker
- Tillandsia subg. Pseudovriesea Barfuss & W.Till
- Tillandsia L. subg. Tillandsia
- Tillandsia subg. Viridantha (Espejo) W.Till & Barfuss

Hiện tại, có 6 loài đang được bảo vệ dựa theo Công ước CITES, Phụ lục II:
- Tillandsia harrisii Ehlers
- Tillandsia kammii Rauh
- Tillandsia mauryana L.B.Sm.
- Tillandsia xerographica Rohweder

## Hình ảnh

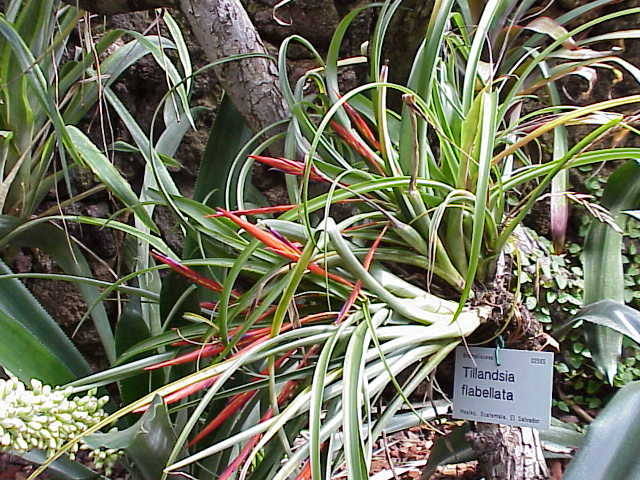
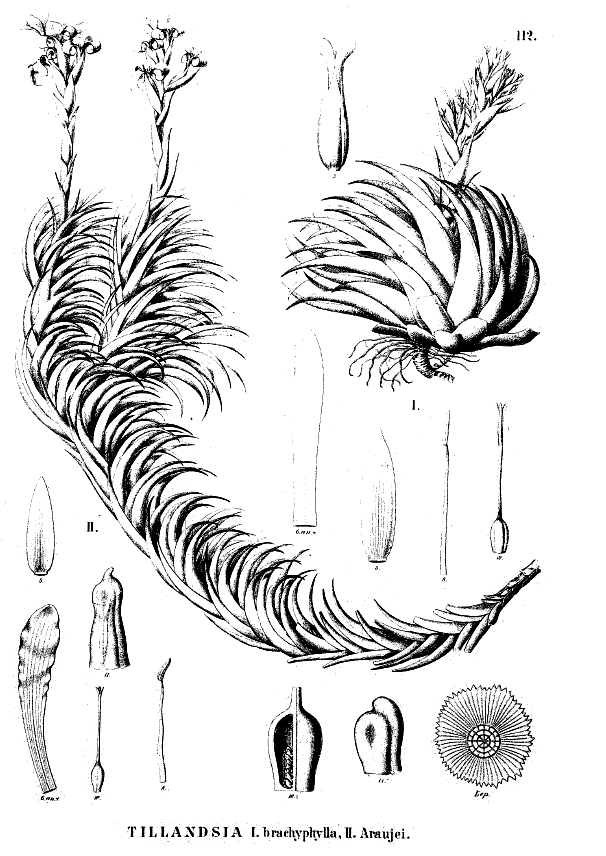
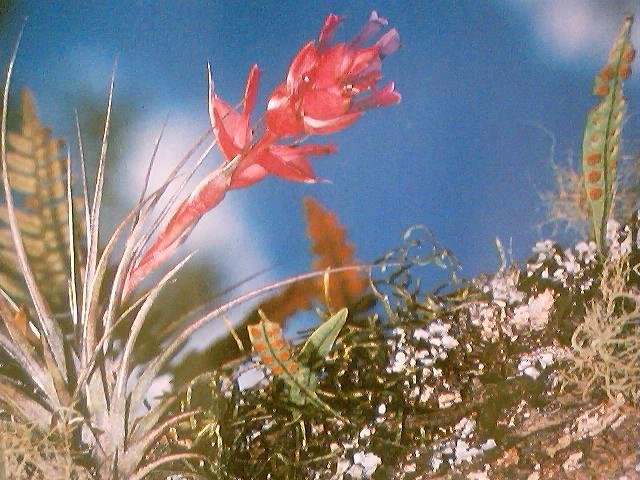
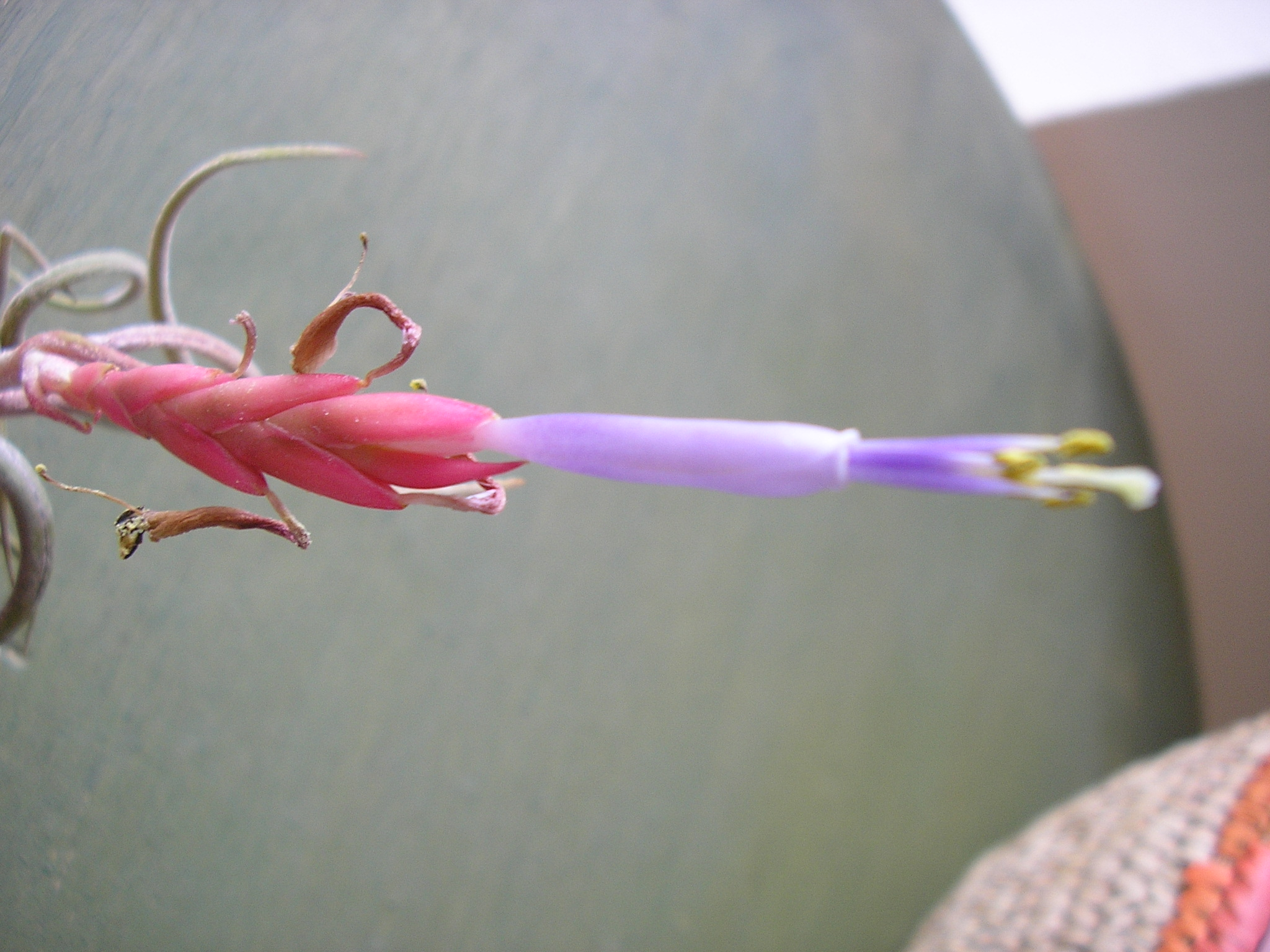
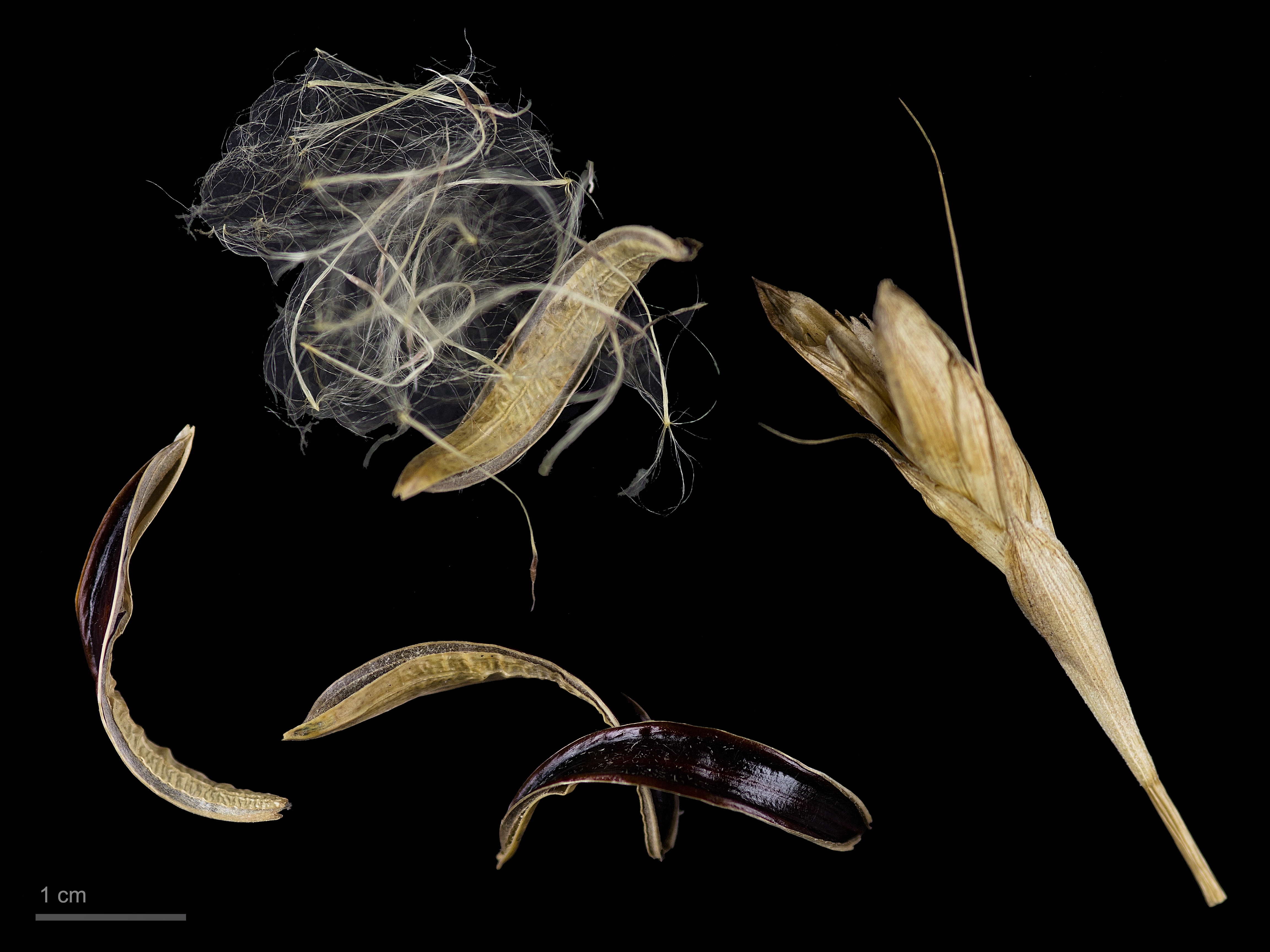
Tillandsia schiedeana - Museum specimen